# T-MAX (衛星放送)
T-MAX（ティーマックス）は、スカイパーフェクTV!で放送されていた旅行専門の放送局。

## 概要
アルファクス衛星放送が放送していた旅行情報専門チャンネル。
1996年に「トラベルテレビジョン」として開局。世界各地の旅行情報として、気象や時事、ホテル情報などを放送していた。1999年8月23日にはチャンネル名を「T-MAX」と改めた。2001年7月20日を以て放送を終了。
末期は、テレビ東京が過去に製作していた「旅いってきます」という紀行番組を24時間放映するというスタイルだった。

## アルファクス衛星放送によるその他のチャンネル

### K-MAX
K-MAX（ケイマックス）は、アルファクス衛星放送による韓流専門チャンネル。
1996年に「ケイ チョネル」として開局。時期は不明だが、「K-MAX」にチャンネル名を変更し、2001年3月末まで放送を続けていた。
韓国国内で放送されたドラマや映画などに加え、「インディーズムービー・フェスティバル」の入選作品に韓国語字幕（ハングル）を付けて放送していた。
同チャンネルが使用していたチャンネル番号「330」は、その後の2006年12月1日から2011年7月24日までの間、アナログWOWOWの同時放送に割り当てられた。

### ミュージック・エア・グラフィティ
2001年4月16日から8月16日までの間、スカパー!Ch.351にてアルファクス衛星放送が放送を行なっていた。なお、放送開始に先立つ同年1月24日からは、K-MAXの一部放送枠を割いて放送されていた。
詳細はミュージック・グラフィティTVの記事を参照されたい